# كلارك جونستون
كلارك جونستون (بالإنجليزية: Clarke Johnstone)‏ هو فارس ‏ نيوزلندي، ولد في 26 أبريل 1987 في دنيدن في نيوزيلندا.

## وصلات خارجية
- كلارك جونستون على موقع الاتحاد الدولي للفروسية (الإنجليزية)
- كلارك جونستون على موقع FEI (رابط بديل) (الإنجليزية)
- كلارك جونستون على موقع أوليمبيديا (الإنجليزية)
- كلارك جونستون على موقع اللجنة الأولمبية النيوزيلندية (الإنجليزية)